# Roboão
Roboão ou Reoboão (em hebraico: רְחַבְעָם‬; romaniz.: Rəḥaḇʿām; em grego: Ροβοάμ; romaniz.: Rovoam), também chamado de Benamá (em hebraico: בן נעמה, em Romaniz.: Ben-Na'amah, "filho de Naamá"), foi o primeiro rei do Reino de Judá, foi filho do rei Salomão e neto do rei Davi.

## Narrativa bíblica
Roboão tinha 41 anos de idade quando começou a reinar. Era filho de Salomão e de Naamá, a amonita. Salomão, seu pai, era filho de Davi e de Bate-Seba, a esposa de Urias, o heteu. Vale ressaltar que os amonitas eram descendentes de Ben Ami, o filho de Ló e de uma das filhas dele, além de serem inimigos dos hebreus. A nação certamente idólatra deve ter influenciado na educação de Roboão, já que Salomão não se tornava presente em sua educação, provavelmente por causa dos demais filhos que possuía. Então, ele foi criado sem uma base familiar adequada, o que contribuiu para seu caráter deturpado.

### Reinado

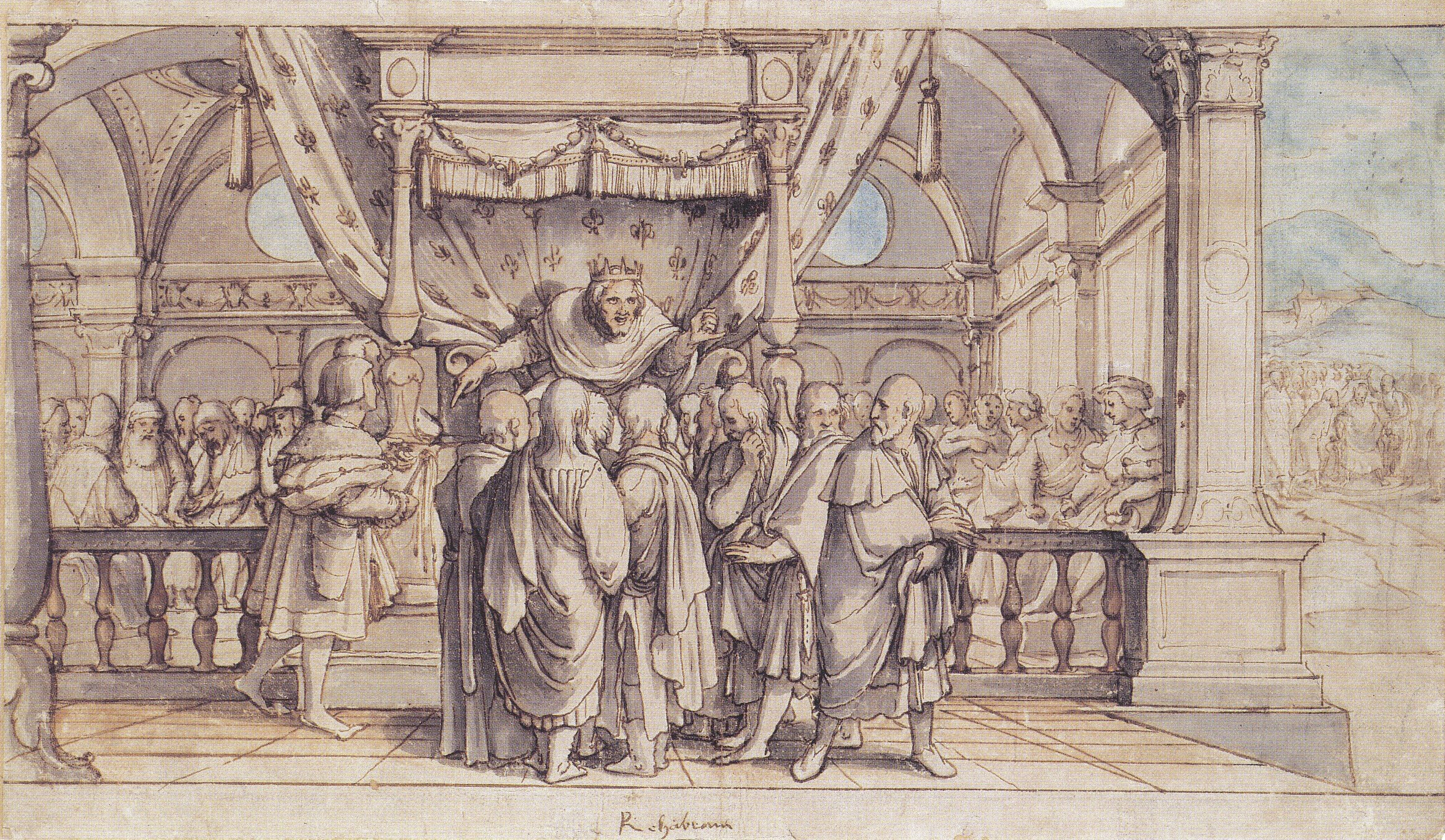
A Insolência de Roboão, desenhado por Hans Holbein, o Jovem.

Ao ser proclamado rei, Roboão foi a Siquém para que as tribos do Norte o reconhecessem como o Rei de Israel. Em Siquém, os israelitas, junto de Jeroboão, que havia fugido de Salomão, impuseram-lhe uma condição: aceitariam o seu governo, caso fossem retirados os pesados tributos impostos ao povo por Salomão. Roboão, rejeitando os conselhos sábios dos anciãos de Israel, não aceitou as condições e houve divisão do Reino. As outras tribos de Israel que ficava em Judá estavam sobre o domínio de Roboão. Então, o rei enviou Adonirão, que comandava os tributos, porém o povo de Israel o apedrejou até que ele morresse. Sabendo deste caso, Roboão fugiu para Jerusalém.

#### Guerra civil

A separação do Reino Unido após os conflitos.

Após isso, quando as tribos do Norte se rebelaram, Roboão quis partir para a repressão militar com 180 mil soldados, mas foi desaconselhado pelo profeta Semaías, que declarou que a separação do Reino estava em conformidade com a vontade do Deus de Israel.

#### Invasão em Jerusalém

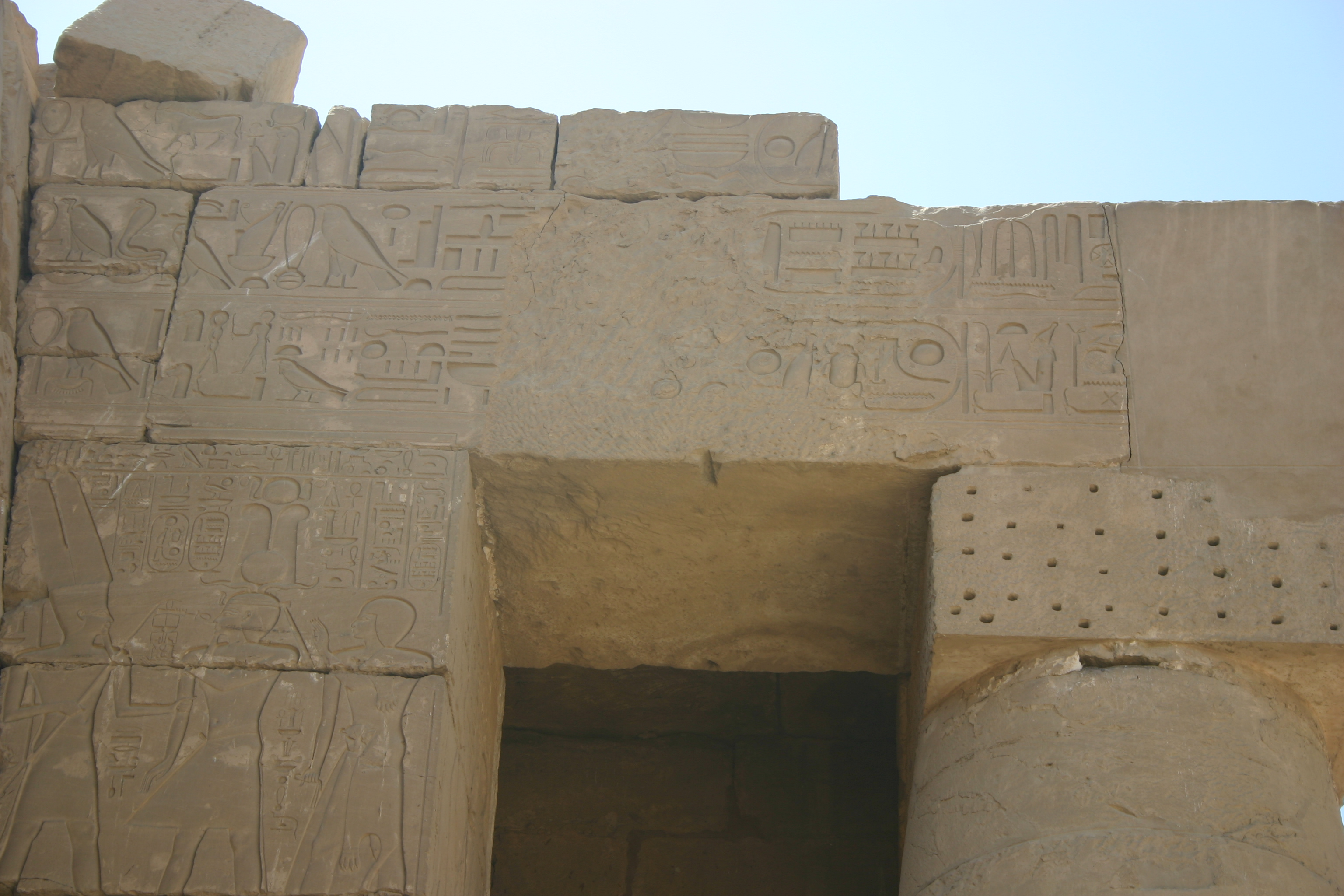
Portal de Bubástis em Carnaque, mostrando os cartuchos de Sisaque I, que menciona os ataques a Jerusalém.

No quinto ano do reinado de Roboão, Israel foi invadido pelos exércitos do faraó Sisaque I, sendo Roboão compelido a pagar tributo com os tesouros do Templo de Jerusalém e do Palácio Real. Uma inscrição mural num templo de Carnaque, no Alto Egito, e a Estela de Megido, comprovam a veracidade do relato bíblico, e, além disso, o faraó trouxe 1.200 carruagens, 60.000 cavaleiros e outras tropas que se aliaram a ele para invadir, como os líbios, suquitas e, cuxitas. Além, de, Sisaque I matar servos do Templo de Jerusalém

#### Idolatria
Durante o seu reinado, Roboão conseguiu manter Jerusalém como capital do Reino de Judá, no entanto, o relato bíblico diz o seguinte:

Fez Judá o que era mau aos olhos do Senhor; e com os seus pecados que cometeram, provocaram-no a zelos, mais do que todos os seus pais fizeram. Porque também eles edificaram altos, e estátuas, e imagens de Aserá sobre todo o alto outeiro e debaixo de toda a árvore verde.

#### Esposas, descendência e sucessão

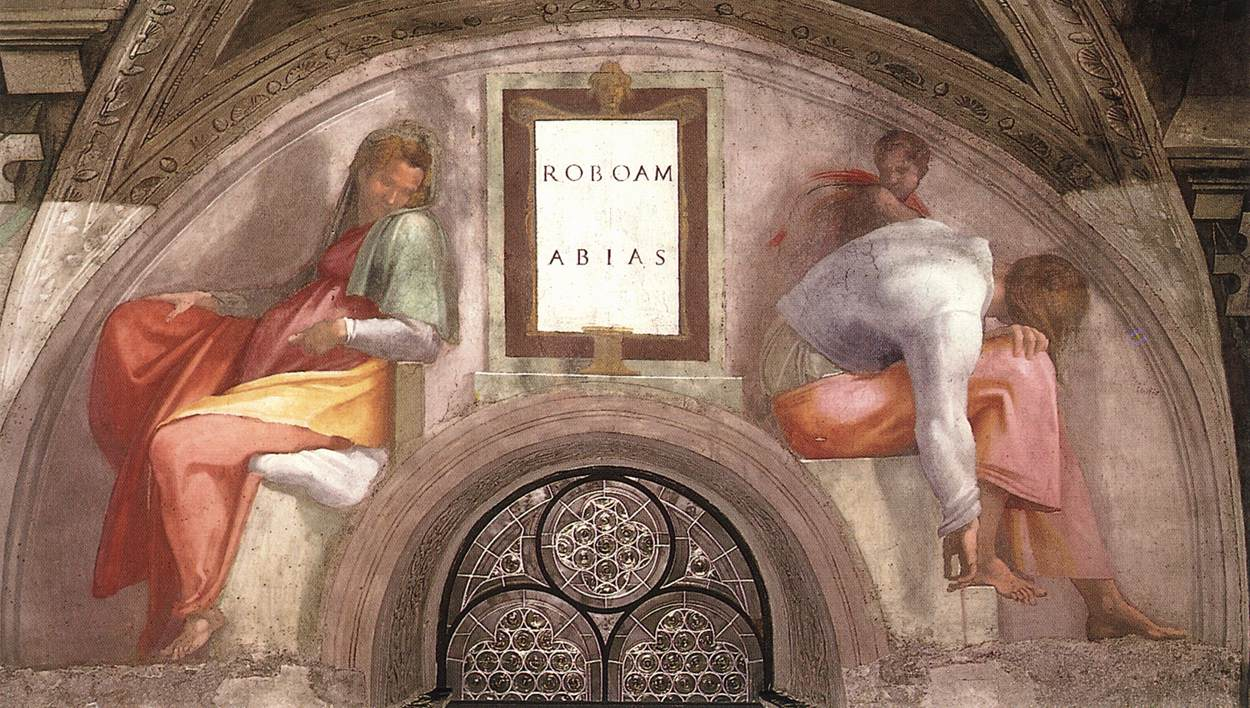
Luneta da Capela Sistina mencionando o nome de Roboão e seu filho Abias.

Roboão teve dezoito mulheres e sessenta concubinas, e teve vinte e oito filhos e sessenta filhas. Dentre suas esposas, a Bíblia menciona:
- Maalate, filha de Jerimote, filho de Davi e Abiail. Abiail era sobrinha de Davi, filha de Eliabe, filho de Jessé.[11] Maalate foi mãe de Jeús, Semarías, e Zaão.[12]
- Maaca, filha de Absalão. Ela foi a mãe de Abias, Atai, Zira e Selomite.[13] Ela foi esposa depois de Maalate,[13] e era a mais amada das esposas de Roboão.[10]

Roboão reinou por 17 anos em Jerusalém  e foi sucedido por Abião (também chamado de Abias), seu filho.

## Período histórico
A datação da divisão do Reino de Israel apresenta algumas dificuldades. Por exemplo, o arquelólogo inglês William F. Albright datou seu reinado ente 922 a.C. a 915 a.C., enquanto While E. R. Thiele, sugere 931 a.C. a 913 a.C.. Outros, ainda, sugerem diferentes datas.[carece de fontes?]